# 랜스 그로스

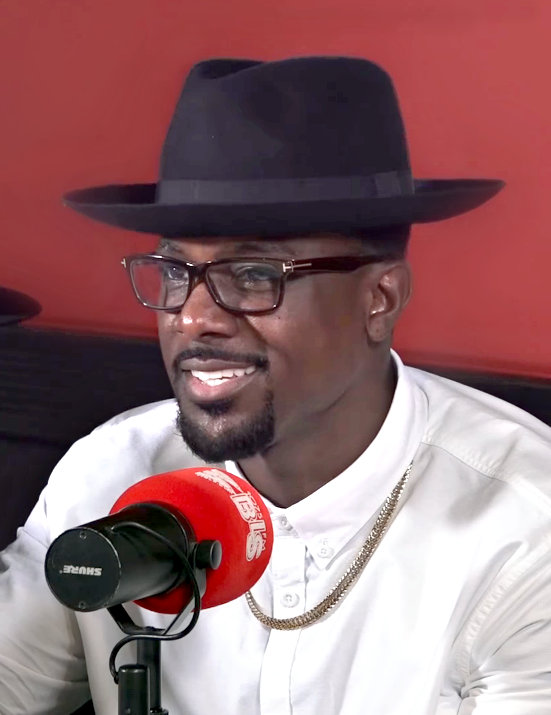

랜스 그로스(Lance Gross, 1981년 7월 8일 ~ )는 미국의 배우, 모델, 영화 제작자이다.
오클랜드에서 태어났다.

## 출연 작품
- 듀스 (2016년)
- 크라이시스 (2013년)
- 타일러 페리스 템테이션 (2013년) - 브리스 역
- 스틸 매그놀리아 (2012년)
- 더 라스트 폴 (2012년) - 카일 비숍 역
- 패밀리 웨딩 (2010년)
- 미트 더 브라운즈 (2008년)

### 텔레비전
- Tyler Perry's House of Payne (2007-12, 2020-현재) - 캘빈 페인 역
- 슬리피 할로우 (2015-16)